# Донє Таборище (Глина)
Донє Таборище (хорв. Donje Taborište) — населений пункт у Хорватії, у Сисацько-Мославинській жупанії у складі міста Глина.

## Населення
Населення за даними перепису 2011 року становило 40 осіб.
Динаміка чисельності населення поселення:

## Клімат
Середня річна температура становить 10,67 °C, середня максимальна – 25,09 °C, а середня мінімальна – -6,01 °C. Середня річна кількість опадів – 992 мм.
| Клімат поселення                              | Клімат поселення | Клімат поселення | Клімат поселення | Клімат поселення | Клімат поселення | Клімат поселення | Клімат поселення | Клімат поселення | Клімат поселення | Клімат поселення | Клімат поселення | Клімат поселення | Клімат поселення |
| Показник                                      | Січ.             | Лют.             | Бер.             | Квіт.            | Трав.            | Черв.            | Лип.             | Серп.            | Вер.             | Жовт.            | Лист.            | Груд.            |                  |
| Середній максимум, °C                         | 6,97             | 8,70             | 13,16            | 17,49            | 21,92            | 25,09            | 24,20            | 23,53            | 19,98            | 15,06            | 9,16             | 5,22             |                  |
| Середня температура, °C                       | 0,48             | 2,21             | 6,66             | 11,00            | 15,43            | 18,60            | 20,30            | 19,62            | 16,05            | 11,14            | 5,24             | 1,31             |                  |
| Середній мінімум, °C                          | −6,01            | −4,27            | 0,18             | 4,50             | 8,96             | 12,11            | 16,37            | 15,70            | 12,14            | 7,23             | 1,32             | −2,6             |                  |
| Норма опадів, мм                              | 60               | 58               | 68               | 79               | 85               | 96               | 89               | 92               | 93               | 95               | 100              | 77               |                  |
| Середньомісячна швидкість вітру, м/с          | 1.69             | 1.81             | 2.22             | 2.10             | 1.97             | 1.80             | 1.72             | 1.60             | 1.60             | 1.64             | 1.71             | 1.71             |                  |
| Середньомісячна сонячна радіація, кДж/м²·день | 4229             | 6977             | 10571            | 15086            | 19245            | 21190            | 22360            | 19383            | 14290            | 8900             | 4702             | 3446             |                  |
| --------------------------------------------- | ---------------- | ---------------- | ---------------- | ---------------- | ---------------- | ---------------- | ---------------- | ---------------- | ---------------- | ---------------- | ---------------- | ---------------- | ---------------- |
| Джерело:                                      |                  |                  |                  |                  |                  |                  |                  |                  |                  |                  |                  |                  |                  |